# 德國汽車工業
德国汽车行业是指德國的汽車製造業。德國是现代汽车的發源地， 該國的汽车总产量排名全球第四。年产量接近600万辆，2017年，欧洲联盟生產的汽車中有31.5%來自德國。

## 汽车工厂
德国境內的汽车工厂有： 

### 巴登-符腾堡州
- 阿法尔特巴赫：梅赛德斯
- 洛爾希 : 奔馳 (梅赛德斯-奔驰)
- 曼海姆：梅赛德斯-奔驰
- 内卡苏尔姆：奥迪
- 拉施塔特：梅赛德斯-奔驰
- 辛德芬根：梅赛德斯-奔驰
- 祖文豪森（英语：Zuffenhausen）：保时捷
- 乌尔姆
- 斯图加特：梅赛德斯-奔驰
- 魏萨赫：保时捷

### 巴伐利亚
- 丁戈尔芬：宝马
- 英戈尔施塔特：奥迪
- 慕尼黑：宝马
- 新乌尔姆：梅赛德斯-奔驰
- 纽伦堡
- 普法芬豪森
- 雷根斯堡：宝马

### 德国东部
- 柏林：梅赛德斯-奔驰
- 格林海德：特斯拉欧洲超级工厂
- 开姆尼茨：大众汽车
- 德累斯顿：大众透明工厂
- 艾森纳赫：欧宝艾森纳赫
- 科莱达：梅赛德斯-奔驰
- 莱比锡：宝马
- 莱比锡：保时捷
- 路德维希斯费尔德：梅赛德斯-奔驰
- 茨维考:

### 下萨克森
- 埃姆登：大众
- 汉诺威：保时捷、大众
- 奥斯纳布吕克：大众、保时捷
- 薩爾茨吉特：大众汽车
- 沃尔夫斯堡：大众汽车

### 北莱茵-威斯特法伦
- 多特蒙德：梅赛德斯-奔驰小巴
- 杜塞尔多夫：梅赛德斯-奔驰、大众
- 科隆

### 德國其他地区
- 不来梅：梅赛德斯-奔驰
- 凯撒斯劳滕：欧宝/佛賀汽車
- 吕瑟尔斯海姆：欧宝/佛賀汽車
- 萨尔路易
- 莱茵河畔沃尔特 : 梅赛德斯-奔驰、乌尼莫克

## 主要汽车生产商
- 福斯集团
  - 福斯汽车
  - 奥迪
  - 保时捷
  - 传拓集团（英语：Traton）
    - 曼公司
- 梅賽德斯-賓士集團
  - 戴姆勒貨車（英语：Daimler Truck）
- BMW
  - 寶馬迷你
  - 劳斯莱斯
- 歐寶
- 福特德國（英语：Ford Germany）
- 特斯拉欧洲超级工厂
- 阿波羅汽車
- 威茲曼公司（英语：Wiesmann GmbH）